# Undulatus asperatus
Undulatus asperatus (лат. хвилясто-горбкуватий) — рідкісний особливий різновид хмар, який був відокремлений в окремий тип у 2009 році. Пропозиція була запропонована Товариством любителів хмар. Хмари мають достатньо лякаючий вигляд, але зазвичай вони не приносять опади. У 2015 році в місті Хабаровську (РФ) після появи хмар подібного типу пройшла гроза, за силою подібна до тропічних злив.
У 2012 році Всесвітня метеорологічна організація ухвалила рішення про внесення Undulatus asperatus до Міжнародного атласу хмар, який виданий у 2017 році. У нове видання атласу хмари увійшли під назвою asperitas (лат. – шорсткість, нерівність), так як за правилами назва повинна являти собою іменник.

## Галерея

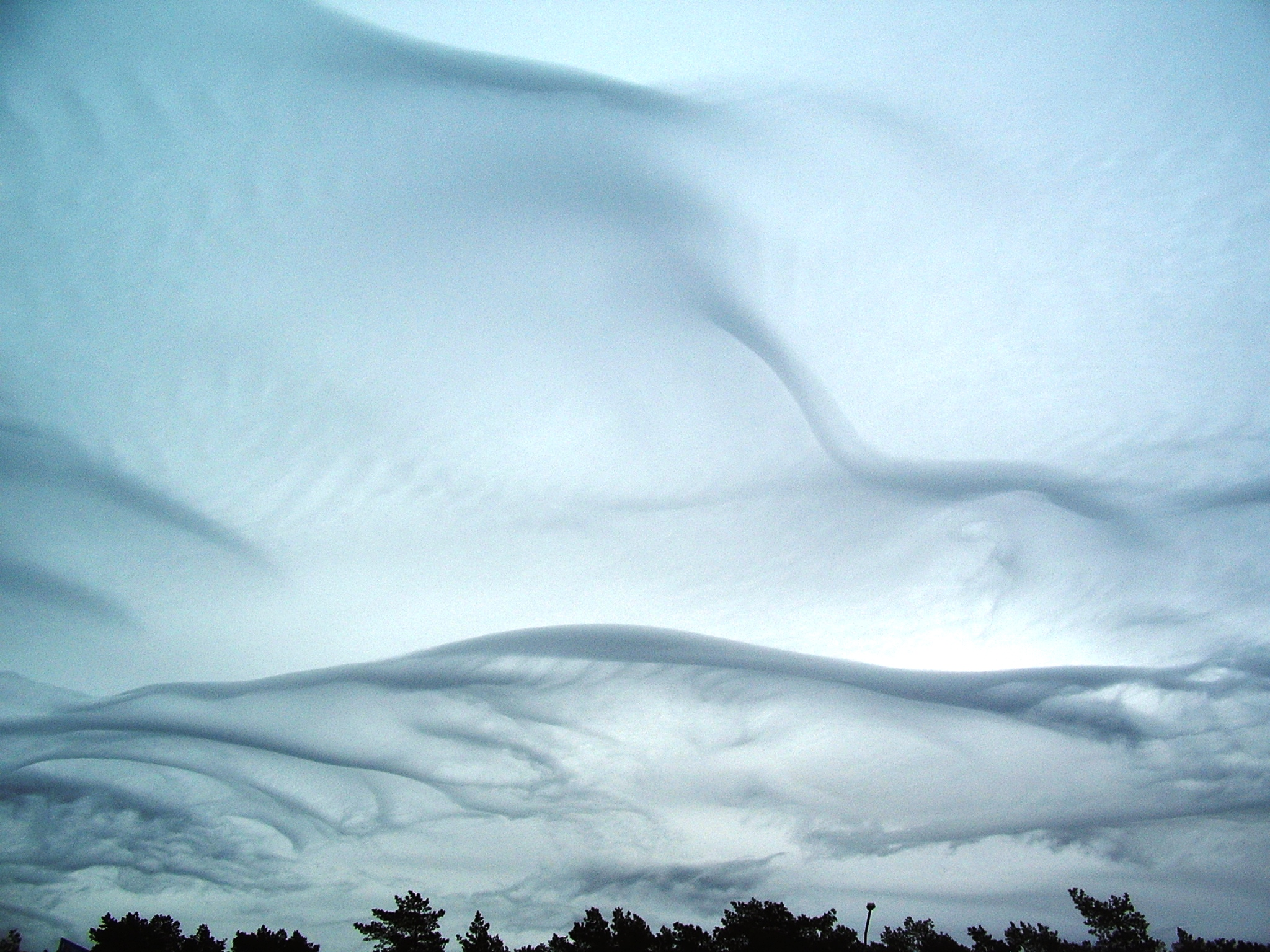
Типові хмари Asperatus undulatus
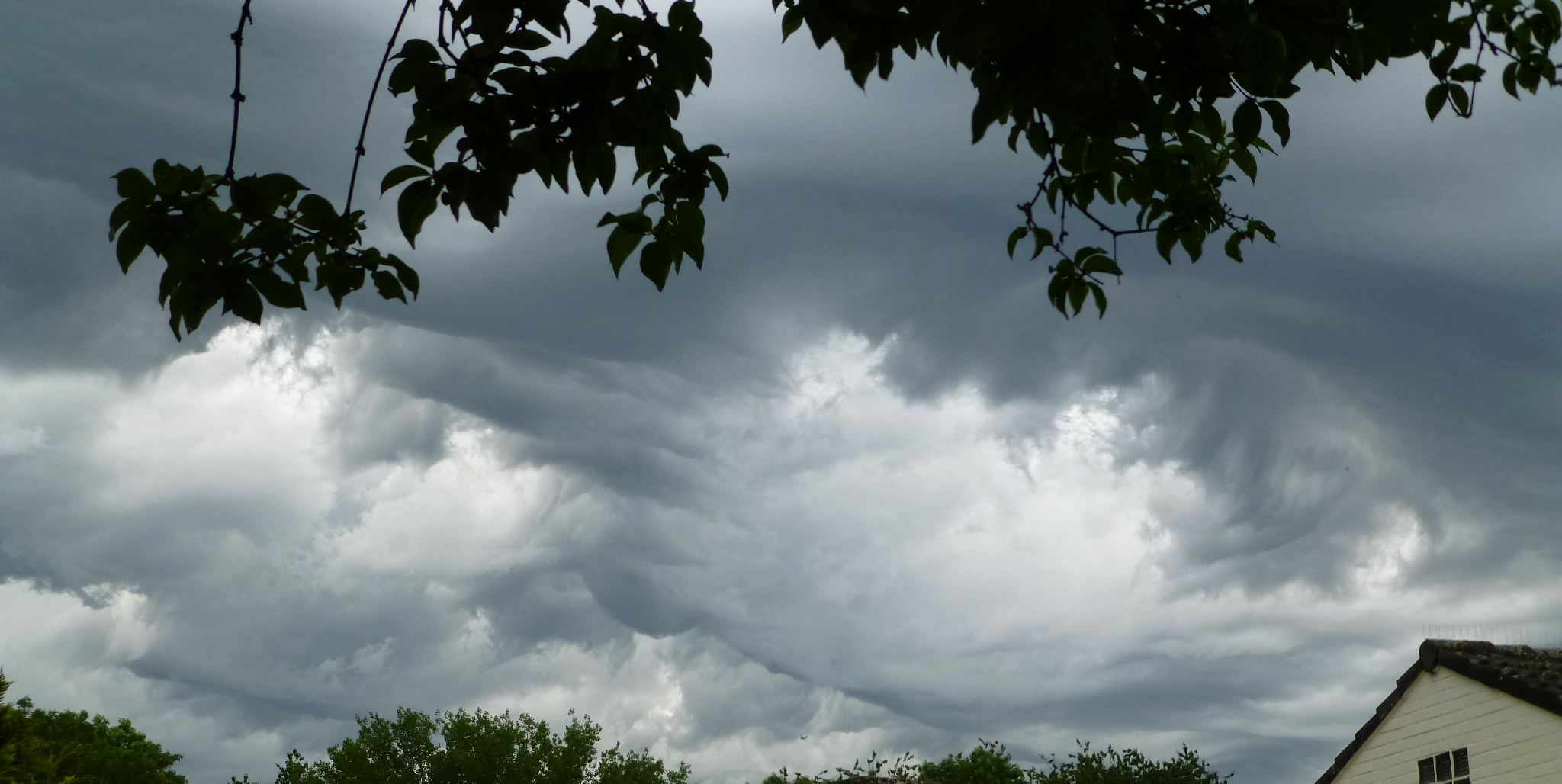
Хмари Asperatus undulatus над Бельгією, 9 червня 2014 року
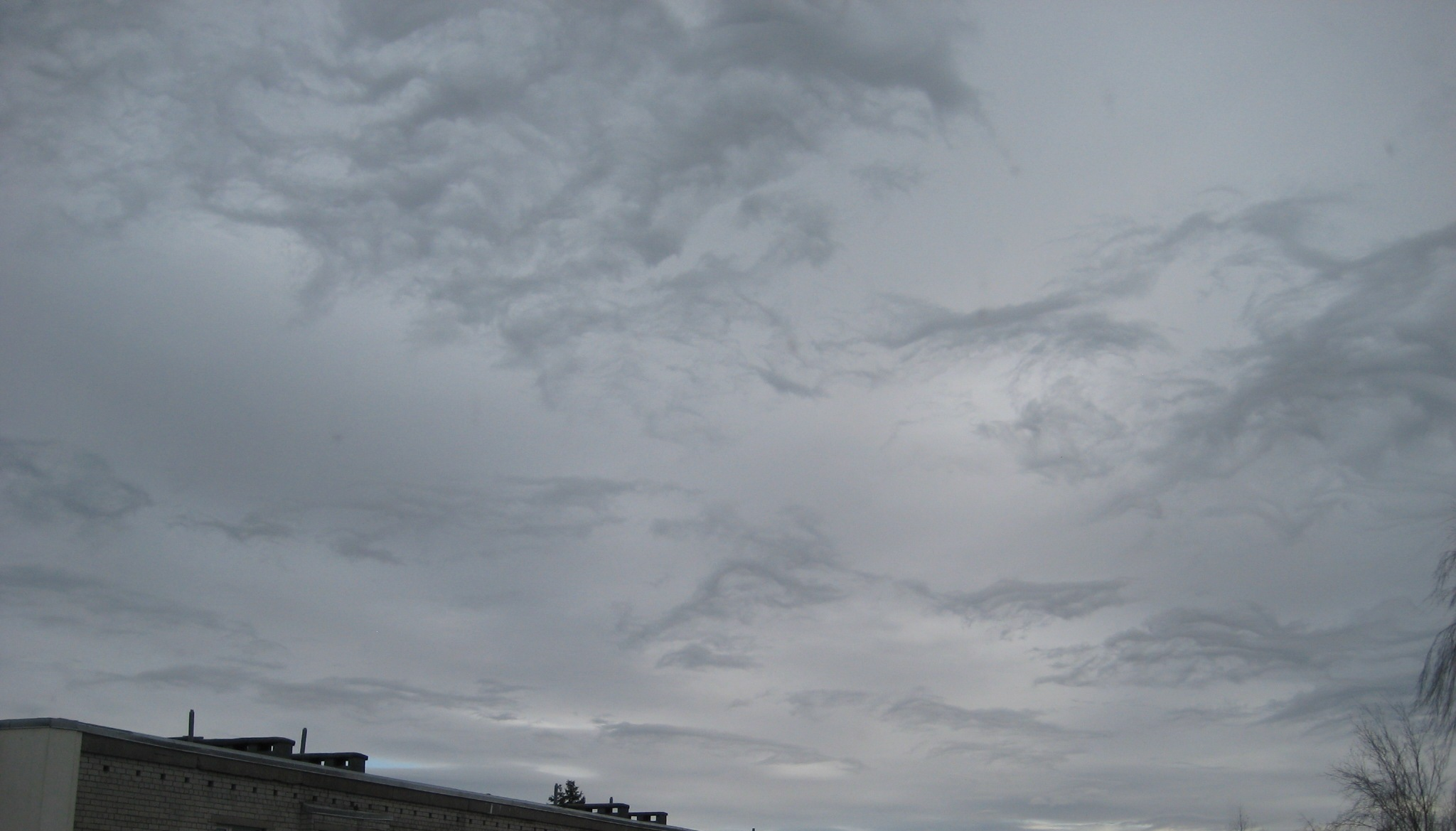
Ще одне зображення хмар над Таллінном, Естонія